# 中華民國國璽
中華民國國璽有二，刻印之文字分別為「中華民國之璽」與「榮典之璽」。此二國璽於民國17年（1928年）10月由中國國民黨中央執行委員會鑄造，分別於民國18年（1929年）10月10日與民國20年（1931年）7月1日啟用。
中华民国之玺为缅甸翠玉雕刻而成，璽鈕顶刻青天白日國徽，乂字形桥纽上雕十二章並繫寶藍色絲穗綬帶。榮典之璽为新疆和闐玉制作，覆斗纽顶同国玺刻国徽，四周雕十二章装饰，并系蓝色丝穗绶带。

## 历史沿革

### 北洋政府

北洋政府時代之「中華民國之璽」

民国3年（1914年）12月，北洋政府依照《中华民国约法》订定了《国玺条例》，将国玺分作三项：一为“中华民国之玺”，用在国家大典礼、大政事及国际交换国书等。二为“封策之玺”，用在颁爵袭职、封赠册轴等。三为“荣典之玺”，用在给予勋位勋章及其他荣典文书等。
与国民政府制作的玉玺最大不同为使用圆角字体。北洋政府使用的“中華民國之璽”、“大總統印”，以及孫文於廣州大本營使用的“陸海軍大元帥之印”等，均藏於瀋陽故宮；而“封策之璽”和“榮典之璽”，渺無音訊。

### 國民政府至今
國民政府至今的“中華民國之璽”是由流入廣東省的兩塊緬甸翠玉中揀選一塊刻鑄（另一塊刻成中國國民黨之璽）。1928年11月2日國民政府第五次國務會議決議「製中華民國之璽一方」，1929年5月前後由國民革命軍第八路軍總指揮陳濟棠派專人赴緬甸購得翠玉後捐贈國民政府琢製中華民國之璽，1929年7月1日國民政府文官處印鑄局開始琢製，1929年10月9日琢製完成，1929年10月10日啟用，璽鈕上刻青天白日國徽並繫寶藍色絲穗綬帶，主要用在外交事務的文件簽署。1946年5月，時任考試院院長的第一任國民政府委員戴傳賢撰文解釋璽鈕青天白日國徽的意義：「我國父定青天白日為國徽，其意義之廣大深遠，已自明顯。三民主義即青天白日之用，天心人意皆以青天白日為大中至正之體；而誠正修齊治平之工夫，亦無不以青天白日為楷模。余追隨國父者有年，國府議定璽案余亦在席，因畧誌之，以告後賢。」
「榮典之璽」用羊脂玉製造，新疆省政府主席金樹仁向民間徵求玉材，外交部特派迪化交涉員陳繼善（曾任迪化縣知事）獻上所購羊脂玉，當時並未議價。陳繼善死後，其子陳發祥和其女馮陳昭祥陳情要求給價，歷時十餘年，國府最終以「採辦手續已清」為由不給錢。1930年7月新疆省政府駐南京市代表廣祿、張鳳水出發獻上，國民政府文官處印鑄局負責設計、琢製完成，1931年元旦國民政府主席蔣中正親手受呈，1931年7月1日啟用，主要是用在頒發勳章證書、褒揚令、褒獎性匾額等文件。
中華民國抗日戰爭期间，两枚国玺随国民政府不断转移。1940年3月，汪精卫在南京成立了日本帝国的傀儡政权，是为汪精卫国民政府。汪精卫国民政府的印铸局于1940年12月制造了印文为「中华民国之玺」和「荣典之玺」的两枚铜印，外加一枚「中华民国国民政府印」，三者现藏于南京市博物馆。
1948年5月20日，《中華民國憲法》施行後第一任中華民國總統蔣中正就職；特由總統府第一局局長兼任典璽官，承總統府秘書長之命專司保存該兩枚國璽，並在用印時負責保全維護等工作。首任典璽官為許靜芝。

1949年12月7日，中華民國政府決定遷都臺北市，但原發表為總統府第一局局長兼典璽官的彭襄仍滯留英屬香港、不肯就職；已經於1949年春季引退的蔣中正遂指派王唯石與朱大昌，秘密攜帶國璽與總統印信等物品先行抵達臺灣，並負責籌備遷都事宜。王唯石與朱大昌深恐璽印落入中國人民解放軍之手，乃洽搭軍用飛機，於受命當日黃昏飛抵海南島等候換機；但因盜匪群起，安全堪虞，兩人困居旅店二日夜，璽印包裹置於枕頭下，兩人輪流看守。
1949年12月11日，王唯石與朱大昌始獲中華民國空軍派軍用飛機從海南島飛抵臺灣嘉義機場；兩人隨即搭火車連夜趕往臺北市，攜璽印至圓山大飯店，後遷臺北賓館。1950年3月1日，蔣中正復職，王唯石與朱大昌將璽印點交總統府第一局副局長曹聖芬，中華民國之璽在臺灣重新啟用。

1975年1月，總統府第一局編印《中華民國之璽、榮典之璽圖說》，以原件同樣彩色之圖片及照片顯示兩枚國璽之形貌與璽模，並以中文及英文扼要說明兩璽之質料、體積、重量、啟用日期與使用方法，分送各單位參考。2002年12月，總統府第二局編印《中華民國之璽、榮典之璽圖說》修訂再版。

1996年1月24日《總統府組織法》修正公布以前，兩枚國璽存放於原臺灣警備總司令部防空堡壘之鐵製保險箱，各項文件需蓋璽時由監印人員隨時前往作業。本次《總統府組織法》修正公布以後，兩枚國璽之典守改由總統府第二局負責，總統府不再設立典璽官，改由監印官保管兩枚國璽；兩枚國璽則不再存放於防空堡壘，改存放於總統府向國外訂製的保險箱。

2000年，中華民國總統陳水扁就任未久，巡視總統府各單位時親眼看見兩枚國璽，特囑總統府監印官妥善保管。

## 使用方式
兩枚國璽字體皆用陽文篆字。「中華民國之璽」蓋用於國書、批准書、接受書、全權證書、領事證書、領事委任文憑等文件。
出於保護印璽需要，加上璽面較一般印信更大，用印時不是把國璽拿起來蓋在文件上，而是先把國璽塗上印泥並固定起來、再把文件放在國璽上拓印。

## 外部連結
- 中華民國總統府-國璽（页面存档备份，存于）